# Завадківська сільська рада (Сколівський район)
Завадківська сільська рада — колишній орган місцевого самоврядування у Сколівському районі Львівської області. Адміністративний центр — село Завадка.

## Загальні відомості
Завадківська сільська рада утворена в 1940 році. Територією ради протікає річка Завадчанка.

## Населені пункти
Сільській раді були підпорядковані населені пункти:
- с. Завадка

## Склад ради
Рада складалася з 14 депутатів та голови.

### Керівний склад попередніх скликань
| ПІБ                          | Основні відомості                                                 | Дата обрання | Дата звільнення |
| ---------------------------- | ----------------------------------------------------------------- | ------------ | --------------- |
| Буряник Анатолій Олексійович | Сільський голова, 1965 року народження                            | 26.03.2006   | 31.10.2010      |
| Шуптар Андрій Андрійович     | Сільський голова, 1979 року народження, освіта вища, безпартійний | 31.10.2010   |                 |

Примітка: таблиця складена за даними джерела

## Населення
Згідно з переписом УРСР 1989 року чисельність наявного населення сільської ради становила 1400 осіб, з яких 663 чоловіки та 737 жінок.
За переписом населення України 2001 року в сільській раді мешкали 644 особи. 100 % населення вказало своєю рідною мовою українську мову.